# Comuna Nejuhiv, Strîi
Nejuhiv (în ucraineană Нежухів) este o comună în raionul Strîi, regiunea Liov, Ucraina, formată din satele Nejuhiv (reședința) și Railiv.

## Demografie
Componența lingvistică a comunei Nejuhiv
     Ucraineană (99,16%)
     Alte limbi (0,7%)
Conform recensământului din 2001, majoritatea populației comunei Nejuhiv era vorbitoare de ucraineană (99,16%), existând în minoritate și vorbitori de alte limbi.